# Aleuroduplidens eucalyptifolia
Aleuroduplidens eucalyptifolia là một loài côn trùng cánh nửa trong họ Aleyrodidae, phân họ Aleyrodinae.
Aleuroduplidens eucalyptifolia được Martin miêu tả khoa học đầu tiên năm 1999.